# Yagiantenn

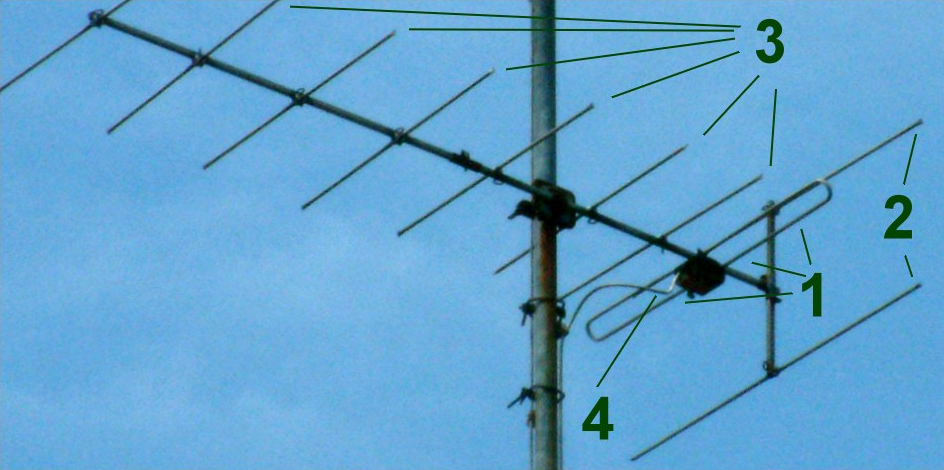
Yagiantenn, med 1. dipolantenn, 2. reflektor, 3. direktorer, 4. kabel

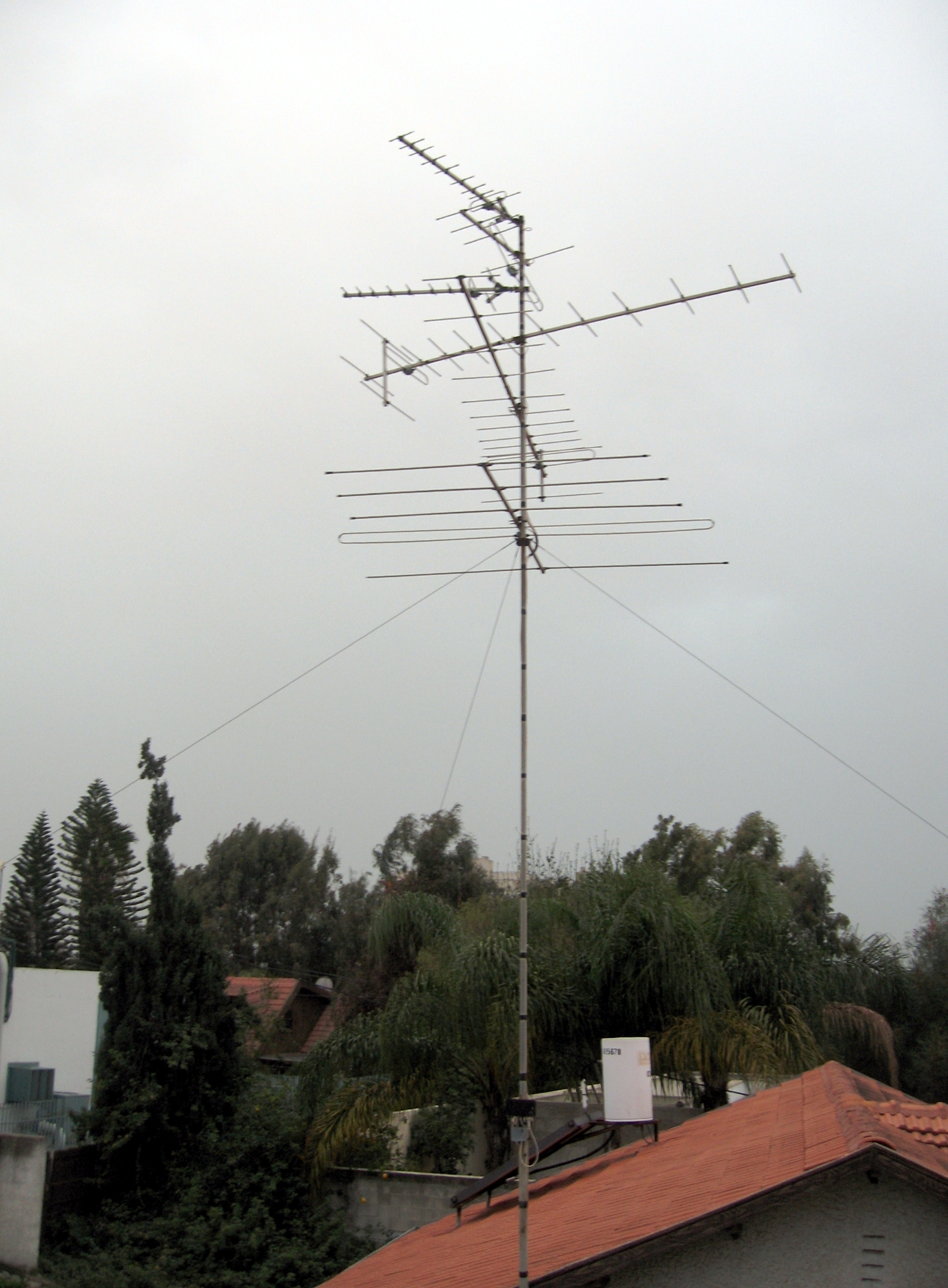
Sex stycken yagiantenner på ett hustak i Israel. Yagi modellen är vida använd på VHF- och UHF-banden.

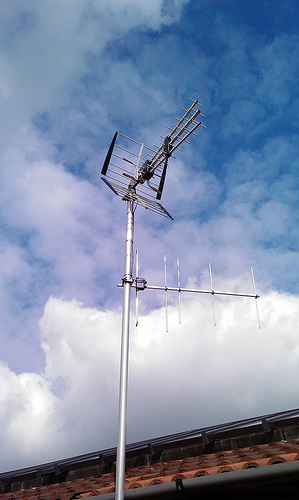
Två yagiantenner på ett maströr. Den översta har en kraftigare reflektor och tre stackade direktorarmar, vars syfte är att öka den horisontella mottagningen genom att få signalen att studsa emellan direktorerna. Den undre antennen är justerad för vertikal mottagning av lägre frekvenser på VHF.

En Yagiantenn är en radioantenn med riktverkan, både för att sända och mottaga med. Den består av en reflektor längst bak, därefter en dipolantenn av kraftigare material, samt ett antal s.k. direktorer som sitter framför dipolen i riktning mot sändaren (vid mottagning) eller mottagaren (vid sändning). Dipolen ska vara ca en halv våglängd lång. Direktorerna något kortare och reflektorn något längre.

## Historia
Antennen kallas Yagiantenn efter Hidetsugu Yagi trots att antennen uppfanns 1926 av Shintaro Uda (assistent till Yagi) vid Tohoku universitet i Sendai. Universitetet visade litet intresse för att vidareutveckla konstruktionen. Två år senare publicerade ingenjör Yagi sin kollega Udas forskning i engelska publikationer för att göra arbetet känt internationellt och i den amerikanska pressen fick antennen det något missvisande namnet Yagiantenn. Ett mer korrekt namn är Yagi-Udaantenn. Antennen vann snabbt stor popularitet utanför Japan.

## Funktion
Mottagning: Reflektorn förhindrar eller försvårar mottagning av reflexsignaler eller från konkurrerande sändare.
Direktorerna ger en bättre riktningsverkan och förstärker signalen. Ju fler direktorer, desto bättre riktningsverkan. Det blir också därför viktigare att ställa in riktningen på hela antennen mot sändaren. Dipolen är den del som tar emot signalen.
Sändning: Utsignalen kommer från dipolen. Reflektorn ser till att så lite signal som möjligt går iväg i motsatt riktning av dit man vill sända. Jämför med en sida av en badbassäng – den kan man använda att skjuta ifrån sig själv när man simmar iväg för att slippa ta så många simtag. I praktiken får man ändå en viss signal i ”back-riktningen”, och den är något större i motsatt riktning till önskad riktning, än åt sidan. Det är något man tyvärr får räkna med.
Direktorerna hjälper till att få iväg signalen i just den riktning man vill. I princip använder man sällan fler än 10 direktorer, beroende på att man successivt närmar sig ett visst maxvärde där det inte lönar sig med fler direktorer. För de vanligaste tillämpningarna använder man 3–5 direktorer (gäller frekvenser under ca 100 MHz).
Avståndet mellan elementen är beroende på vilken sändande eller mottagande karaktäristik man vill ha. Till exempel fångar reflektorn upp en del av signalen och studsar tillbaka den, vilket gör att den dessutom fungerar som en sändare. Därför krävs det avancerade matematiska formler när man ska konstruera en antenn med en viss karaktäristik.
Genom att montera Yagiantennen med spröten liggande eller stående, får man antingen en horisontell eller vertikal polarisationskaraktäristik. Observera att man måste montera både sändar- och mottagarantennen på samma sätt, annars kan man få en total utsläckning av signalen.

### Förstärkning
Yagi-antennens förstärkning kan anges 1. I förhållande till en dipol   2. I förhållande till en rundstrålande antenn.

#### Specialutförande
En yagiantenn kan tillverkas för 2 eller 3 våglängsområden genom att kombinera spröt av olika längd. Yagiantenner för TV-bruk tillverkas ofta bredbandiga genom att elementen får formen av ett kryss.

#### Antenns impedans och anpassning
En dipol har en impedans av ca 75 ohm, en vikt dipol av ca 300 ohm. Yagi antennens impedans är typ 20-50% av dessa värden. För anpassning till 50 eller 75 ohms kabel användes vanligtvis transformator eller gamma-match.

## Vanliga tillämpningar
- TV-antenn
- Amatörradio
- Mottagning av FM-rundradio
- Högfrekvenslänkar ("reportage-länkar") inom rundradioindustrin

Av storlekskäl är yagiantennen mest praktisk vid frekvenser i VHF- och UHF-banden (30-3000 MHz, dvs våglängd 10 m - 10 cm).